# Camacupa
Camacupa – miasto-hrabstwo w prowincji Bié, w środkowej Angoli. Według spisu z 2014 roku hrabstwo liczyło 154 928 mieszkańców na obszarze 9087 km² (17 mieszk./km²). 